# Telgte
Telgte es un municipio situado en el distrito de Warendorf, en el estado federado de Renania del Norte-Westfalia (Alemania), con una población a finales de 2016 de unos 19 697 habitantes.
Se encuentra ubicado al norte del estado, en la región de Münster, cerca de la orilla del río Ems y la frontera con el estado de Baja Sajonia.